# Gradiva

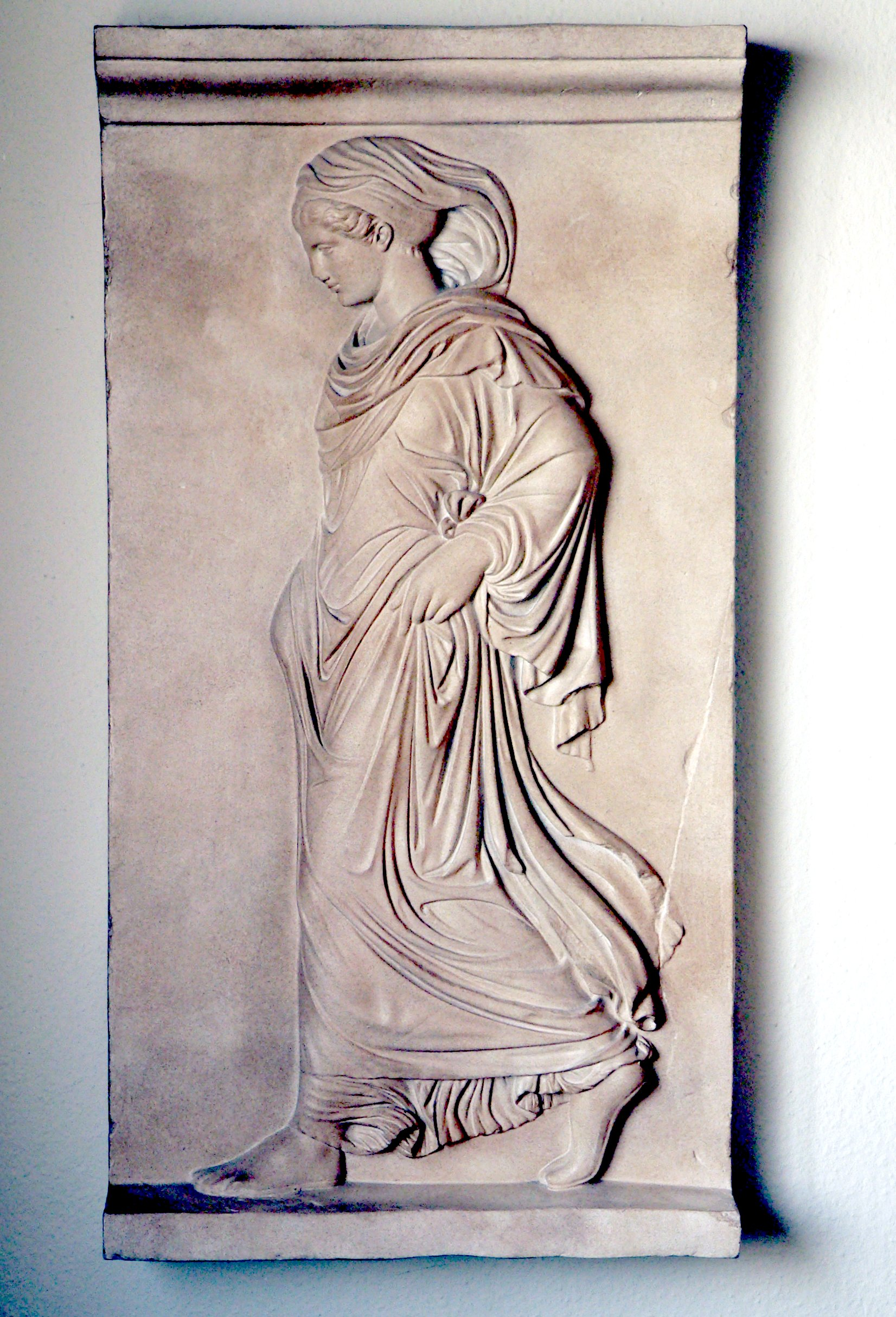
Gradiva, die Vorschreitende

Gradiva, die Vorschreitende, ist eine moderne mythologische Gestalt. Sie entsprang der Phantasie eines Romanhelden. Der Protagonist der Novelle von Wilhelm Jensen Gradiva: Ein pompejanisches Phantasiestück (1903), ein junger Archäologe, tauft eine ihn faszinierende ausschreitende weibliche Figur eines antiken Reliefs nach dem Beiwort des zum Kampf ausziehenden Kriegsgottes, des Mars Gradivus, auf den Namen „Gradiva“. Später, in einem Zustand zwischen Wachen und Träumen, trifft er sie in den Ruinen von Pompeji wieder.
Sigmund Freud analysierte das Verhalten und die Träume dieses jungen Archäologen in seiner Studie Der Wahn und die Träume in W. Jensens Gradiva (1907). Nicht nur entriss Freud so die Novelle dem Vergessen, sondern durch seine berühmte Studie wurde die „Gradiva“ auch zu einer modernen mythologischen Gestalt.
Das Relief existiert tatsächlich und trägt seitdem den Namen Gradiva. Friedrich Hauser beschrieb es 1903 als ein neuattisches römisches Basrelief, wahrscheinlich eine Nachbildung eines griechischen Originals aus dem 4. Jahrhundert v. Chr. Es stellt die drei Agrauliden, Herse, Pandrosos und Agraulos, Göttinnen des benetzenden Taus, dar. Hauser rekonstruierte das Relief anhand von Fragmenten, die über verschiedene Museen verstreut sind; das Gradiva-Fragment befindet sich in der Sammlung des Vatikanischen Chiaramonti-Museums in Rom.

## Jensens Novelle und Freuds Analyse
Der Protagonist der Gradiva-Novelle, der junge Archäologe Norbert Hanold, findet in einer Antikensammlung Roms ein Reliefbild, das eine junge schreitende Frau darstellt, deren anmutiger Gang ihn fesselt. Er gibt ihr den Namen „Gradiva“ nach dem Beiwort des zum Kampf ausziehenden Kriegsgottes, des Mars Gradivus. Die so anmutig Schreitende wird wie folgt beschrieben:

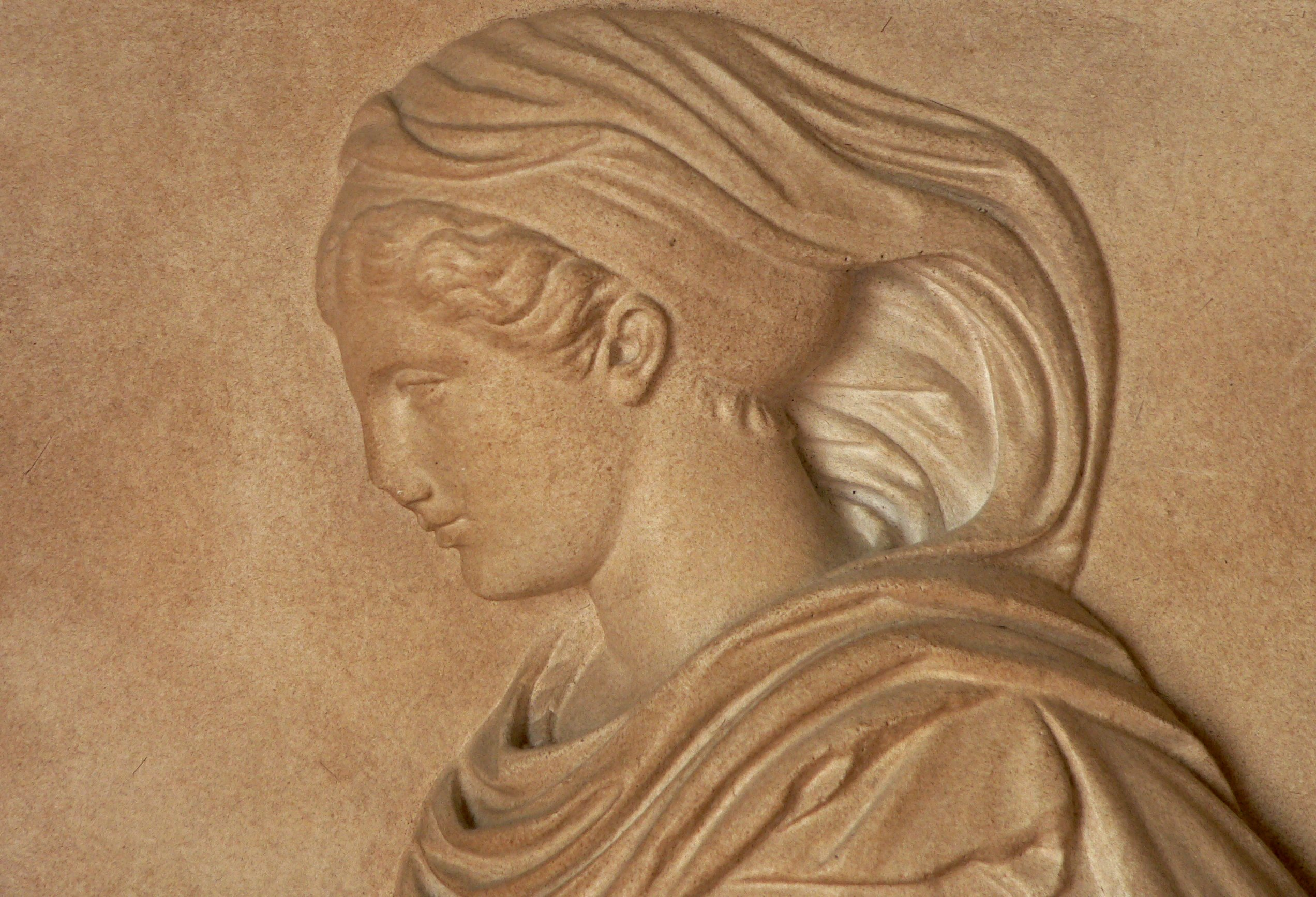

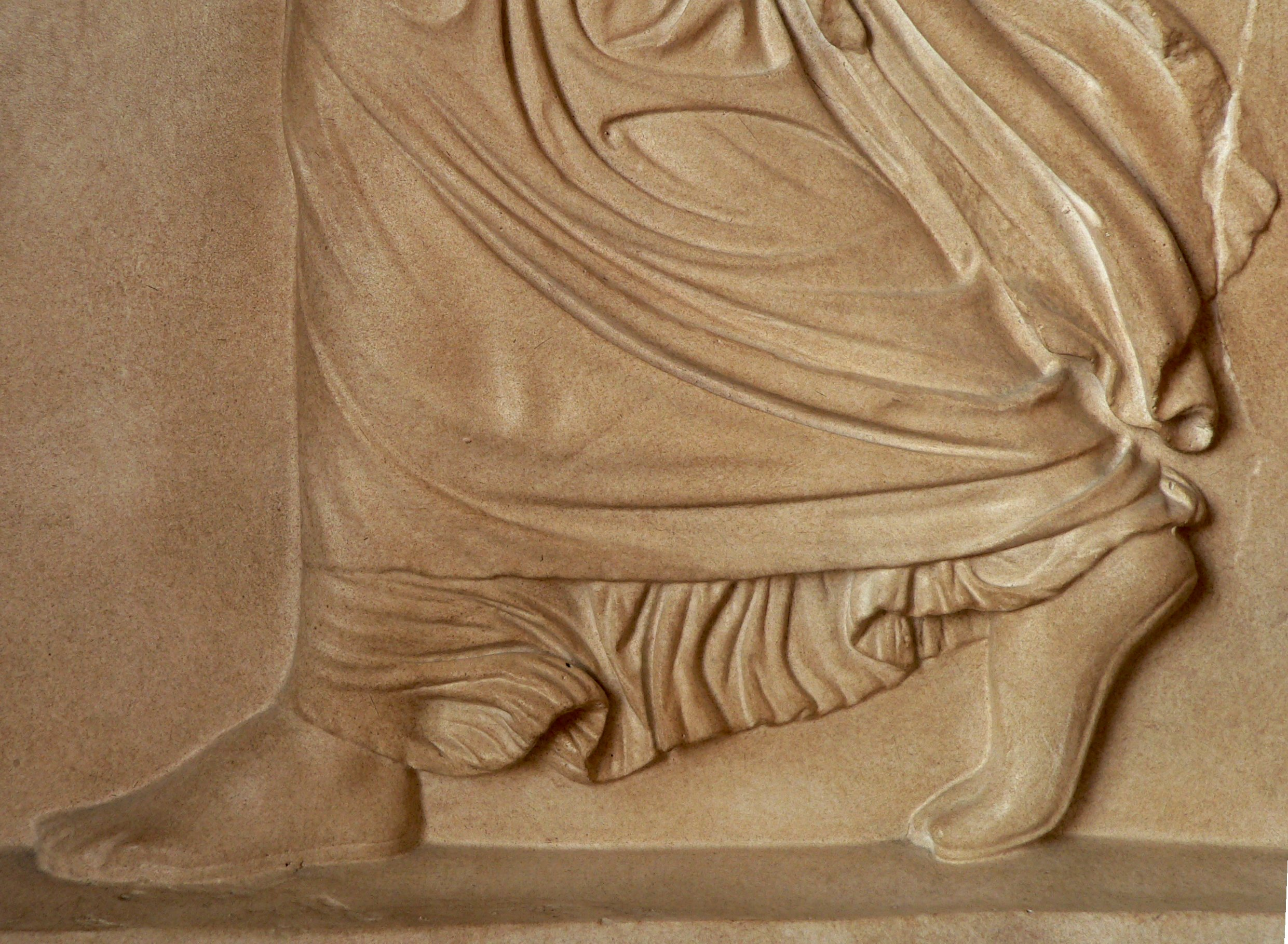
Details

„Ungefähr in Drittel-Lebensgröße stellte das Bildnis eine vollständige, im Schreiten begriffene weibliche Gestalt dar, noch jung, doch nicht mehr im Kindesalter, andrerseits indes augenscheinlich keine Frau, sondern eine römische Virgo, die etwa in den Anfang der Zwanziger-Jahre eingetreten. […] Eine hochwüchsige und schlanke Gestalt, deren leichtgewelltes Haar ein faltiges Kopftuch beinahe völlig umschlungen hielt; von dem ziemlich schmalen Gesicht ging nicht das geringste einer blendenden Wirkung aus. […] So fesselte das junge Weib keineswegs durch plastische Formenschönheit, besaß aber etwas bei den antiken Steingebilden Seltenes, eine naturwahre, einfache, mädchenhafte Anmut, die den Eindruck regte, ihm Leben einzuflößen. Hauptsächlich geschah dies wohl durch die Bewegung, in der sie dargestellt war. Nur ganz leicht vorgeneigten Kopfes, hielt sie mit der linken Hand ihr außerordentlich reichfaltiges, vom Nacken bis zu den Knöcheln niederfließendes Gewand ein wenig aufgerafft, so daß die Füße in den Sandalen sichtbar wurden. Der linke hatte sich vorgesetzt, und der rechte, im Begriff nachzufolgen, berührte nur lose mit den Zehenspitzen den Boden, während die Sohle und Ferse sich fast senkrecht emporhoben. Diese Bewegung rief ein Doppelgefühl überaus leichter Behendigkeit der Ausschreitenden wach und zugleich eines sicheren Ruhens auf sich. Das verlieh ihr, ein flugartiges Schweben mit festem Auftreten verbindend, die eigenartige Anmut.“
Sigmund Freud analysierte die Novelle in seiner 1907 erschienenen Studie Der Wahn und die Träume in Jensens „Gradiva“, darin besonders die Träume des Protagonisten Hanhold. Freud interpretierte sie als Ersatz für unerfüllte Gefühle, die seine Spielkameradin aus der Kinderzeit, Zoë Bertgang, betreffen. Ernest Jones – langjähriger Mitarbeiter Freuds – schreibt, dass Freud von Carl Gustav Jung auf Jensens Novelle aufmerksam gemacht worden war und dass er diese kleine Studie Jung zur Freude geschrieben habe. Freud sandte seine Schrift an Jensen, ein kurzer Briefwechsel folgte. Die drei Briefe Jensens vom 13., 25. Mai und 14. Dezember 1907 wurden 1929 abgedruckt. Freuds Briefe an Jensen wurden erst 2012 veröffentlicht. Auf Freuds Anfrage versicherte Jensen, dass er Freuds Traumdeutung (1900 erschienen) nicht gekannt habe. Freud schrieb dazu später: „Ich habe diese Übereinstimmung zwischen meiner Forschung und dem Schaffen des Dichters als Beweis für die Richtigkeit meiner Traumanalyse verwertet.“ Freud besaß eine Kopie des Reliefs, die er 1907 im Vatikanischen Museum erstanden hatte. Gegenwärtig ist es an der Wand seines Studios im Freud Museum in London zu besichtigen, in dem Raum, in dem er starb. Das Museum widmete im Winter 2007/2008 eine Sonderausstellung dieser Studie Freuds mit dem Titel: Gradiva: The Cure Through Love.

## Adaptionen

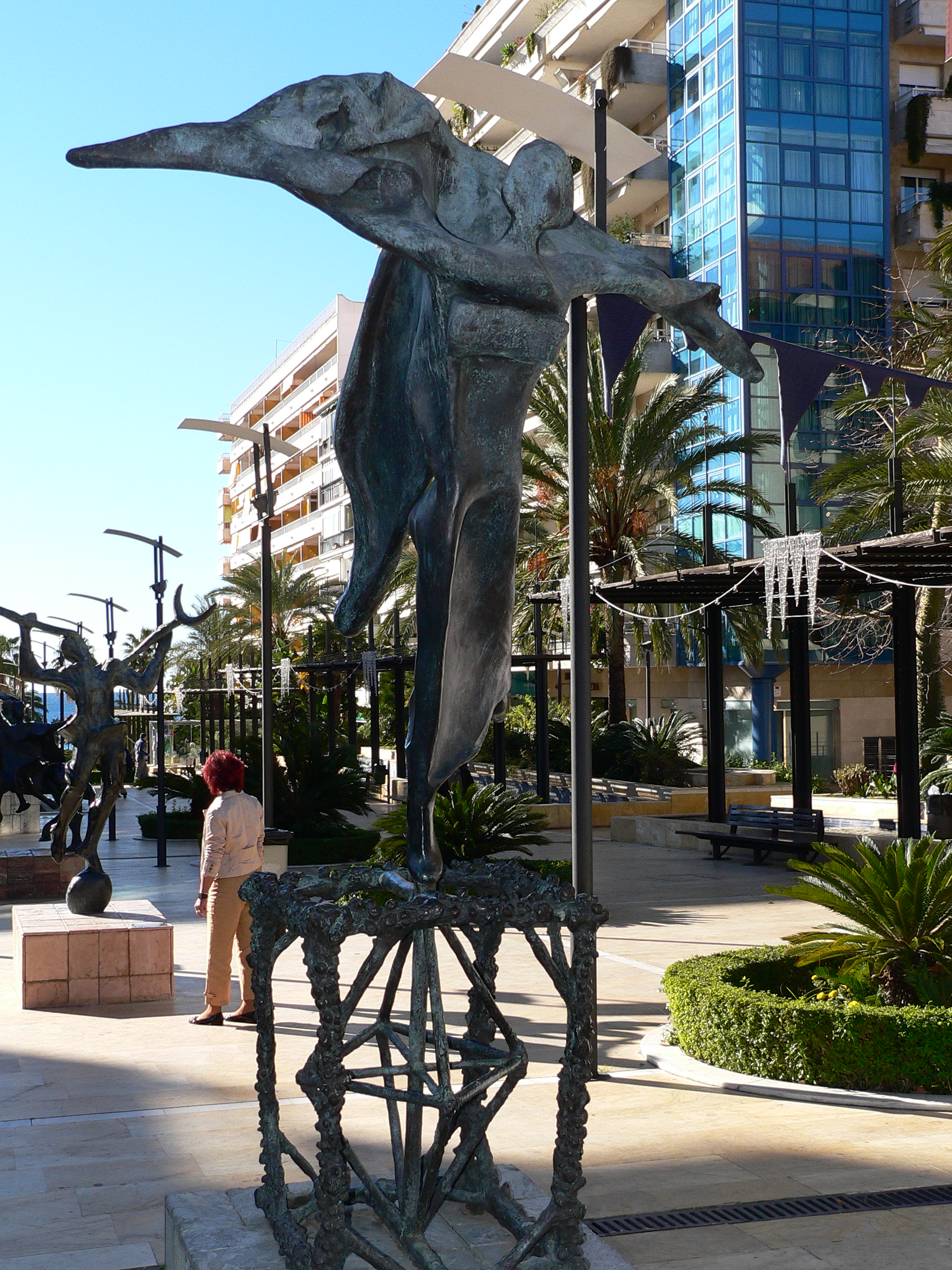
Salvador Dalí: Gala Gradiva, Skulptur in Marbella, um 1970

Salvador Dalí benutzte den Namen Gradiva als Kosename für seine Frau Gala. Eine Reihe seiner Gemälde und Skulpturen tragen diesen Titel, beispielsweise Gradiva retrouve les ruines anthropomorphes – Fantaisie rétrospectif (Gradiva findet die anthropomorphen Ruinen wieder – Retrospektive Fantasie) aus dem Jahr 1931. Auch andere surrealistische Maler gaben ihren Werken diesen Namen, so 1939 André Masson für Gradiva (Metamorphosis of Gradiva). Der französische Literaturkritiker Maurice Nadeau bezeichnete Gradiva, „die Frau, die durch die Wand geht“, als eine Muse des Surrealismus.
Im Jahr 1937 eröffnete der surrealistische Schriftsteller André Breton unter dem Namen Gradiva eine Kunstgalerie in der Rive Gauche, 31 rue de Seine, in Paris. Marcel Duchamp schuf das Design. Die Tür für die Galerie zeigte eine Öffnung in Form einer Silhouette zweier dicht zusammenstehender Personen. Breton schrieb bezüglich des Namens „Gradiva“, er habe auch die Bedeutung, die Schönheit von morgen zu sehen, die den meisten Menschen noch verborgen bliebe.
Das Eintreten in die Galerie mit surrealistischer Kunst sollte nach Bretons Vorstellung den Besucher dieser Schönheit näher bringen und – wie in Jensens Werk – einen Beitrag zum Aufdecken des seelisch Verborgenen beim Betrachter leisten.
1970 kam der italienische Film Gradiva unter der Regie von Giorgio Albertazzi mit den Hauptdarstellern Laura Antonelli und Peter Chatel nach Wilhelm Jensens Novelle zur Uraufführung. 2006 folgte das Erotik-Drama C’est Gradiva qui vous appelle (Der Ruf der Gradiva) unter der Regie von Alain Robbe-Grillet. Dem Orientalisten John Locke, dargestellt von James Wilby, werden in Marrakesch Dias zugespielt, die verschollene Zeichnungen des französischen Malers Eugène Delacroix zeigen. Angeblich stellen sie die Sklavin Gradiva dar, Delacroix’ marokkanische Geliebte, die für das Vergehen von ihrem Herrn hingerichtet wurde. Seit dieser Zeit trifft John Gradiva (gespielt von Arielle Dombasle) immer wieder in den Straßen von Marrakesch. Eugène Delacroix schuf 1832 acht Skizzenhefte in Marokko. Sechs blieben erhalten, sie gelten als Vorläufer des Orientalismus in der Kunst des 19. Jahrhunderts. Robbe-Grillet sieht seinen Film als Hommage an diese Kunstbewegung und an den mit Erotik aufgeladenen Mythos vom Orient, in dem die Frau zugleich als Gefangene, Opfer und verführerische Sexsklavin wirkt.
Der Kurzfilm Gradiva Sketch 1 (1978, Kamera: Bruno Nuytten) der französischen Filmkünstlerin Raymonde Carasco wurde als eine „poetische Formulierung von fetischistischem Verlangen, die gegen Freuds Interpretation zu gehen scheint“ beschrieben: „Die anmutige Bewegung ihres Fußes weist nicht nur auf das männliche Verlangen hin, sondern ist sein Objekt.“,
Der französische Schriftsteller Michel Leiris begründete im Jahr 1986 zusammen mit Jean Jamin das Magazin Gradhiva. Revue d’anthropologie et d’histoire des arts, das vom Musée du quai Branly herausgegeben wird.
Seit 1994 zeichnet die US-amerikanische National Association for the Advancement of Psychoanalysis (NAAP) die literarischen und künstlerischen Leistungen derjenigen, die mit ihren Werken die Psychoanalyse und die Psychotherapie in herausragender Weise darstellen und fördern, mit dem Gradiva award aus.

## Literatur

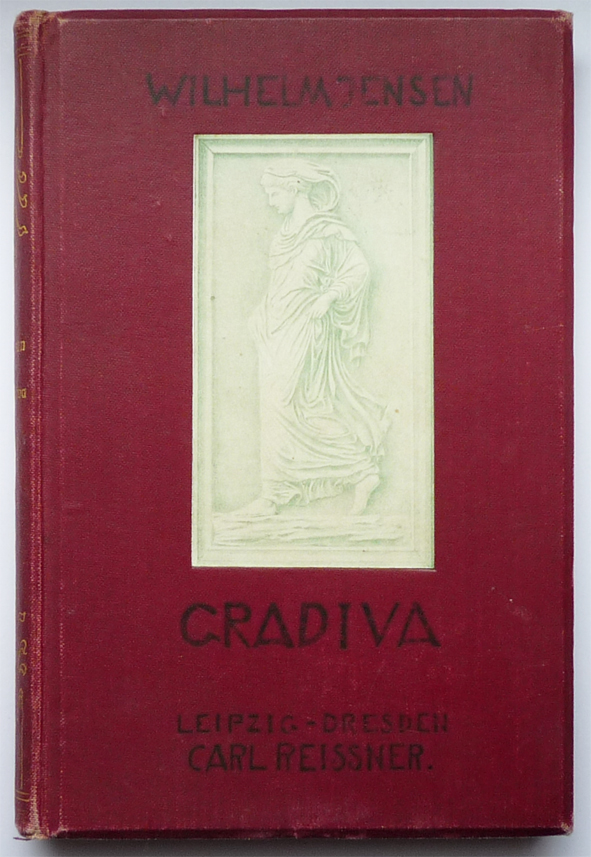
Originalausgabe, Reissner, Dresden und Leipzig 1903